# Ingrid Sebardt
Ingrid Maria Sebardt, född 17 december 1909 i Stockholm, död 17 april 1985 i Gryts församling i Södermanland, var en svensk textilkonstnär, tecknare och grafiker.
Hon var dotter till distriktslantmätaren Leander Johnsson och Lydia Ekman och från 1934 gift med civilingenjören Wilhelm Sebardt. Hon började som textilkonstnär men kom mer och mer gå över till bildkonsten. Hon studerade vid Handarbetets vänner, Tekniska skolan, Otte Skölds målarskola samt Stockholms konstskola. Dessutom bedrev hon självstudier under resor till Italien, Frankrike, Kanarieöarna och Spanien. Separat debuterade hon med en utställning i Borås 1959 som hon följde upp med en utställning på Galerie S:t Nikolaus i Stockholm 1962 och hon har därefter ställt ut separat på bland annat Sidsjöns sjukhus i Medelpad och ett flertal gånger i Danderyd. Tillsammans med Inger Kolare ställde hon ut i Nyköping 1964 och hon medverkade i grupputställningar i Karlskoga 1952. Hennes konst består av ett spontant måleri med landskapsmålningar från San Michele och platser hon besökte under sina studieresor utförda i akvarell, olja, pastell, gouache eller träsnitt.